# John Kirk Townsend
John Kirk Townsend  (Filadélfia, 10 de agosto de 1809 — Washington D.C., 6 de fevereiro de 1851) foi um ornitólogo e naturalista norte-americano.

## Biografia
Nasceu na Filadélfia, filho de  Charles Townsend e de Priscilla  Kirk, onde estudou medicina e farmácia. Desenvolveu um interesse pela história natural de maneira geral, e pelos pássaros em particular. Casou-se com  Charlotte Holmes, união do qual nasceu uma criança.
Em 1833 foi convidado pelo botânico Thomas Nuttall, junto com  Nathaniel Jarvis Wyeth, para uma expedição  através  das  Montanhas Rochosas ao Oceano Pacífico. Nesta expedição coletou muitos espécimes de pássaros ainda desconhecidos pela ciência, tais como o borrelho Charadrius montanus, o andorinhão Chaetura vauxi, a escrevedeira Calcarius ornatus), as mariquitas Dendroica nigrescens e Dendroica townsendi e o tordo Oreoscoptes montanus.
Participou também, em 1835, de uma expedição ao Oregon e, posteriormente, ao  Havaí. No Forte William, em Oregon, serviu como magistrado. Foi cirurgião no forte  Vancouver, de 1835 a 1836, onde iniciou uma rica coleção de mamíferos e de pássaros.
No seu retorno escreveu o trabalho   The Narrative of a Journey across the Rocky Mountains to the Columbia River and a Visit to the Sandwich Islands   (1839).
Townsend  participou da obra  Ornithology of the United States of North America (1840). Sua coleção serviu de modelo para o último volume de  Birds of America (1844) de John James Audubon (1785-1851). Sua coleção de mamíferos foi utilizada  por  Audubon e John Bachman (1790-1874)  na obra Viviparous Quadrupeds of North America.
Foi membro da Academia de Ciências Naturais da Filadélfia. Em 1842, doou a sua coleção de pássaros ao Museu Nacional de História Natural da Instituição Smithsoniana, sediado em Washington D.C..
Uma toupeira existente na América do Norte recebeu seu nome como nome científico ( Scapanus townsendii ).  Em 1838, John James Audubon (1785-1851) lhe dedica  como nome científico o pássaro tordo solitário Myadestes townsendi. Ainda, foi homenageado com o nome dos espécimes: o esquilo Spermophilus townsendii, a tamia Tamias townsendii , o Thomomys townsendii), o rato Microtus townsendii e a lebre Lepus townsendii.